# Aire d'attraction de Venarey-les-Laumes
L'aire d'attraction de Venarey-les-Laumes est un zonage d'étude défini par l'Insee pour caractériser l’influence de la commune de Venarey-les-Laumes sur les communes environnantes. Publiée en octobre 2020, elle se substitue à l'aire urbaine de Venarey-les-Laumes, qui comportait 3 communes dans le zonage de 2010.

### Carte

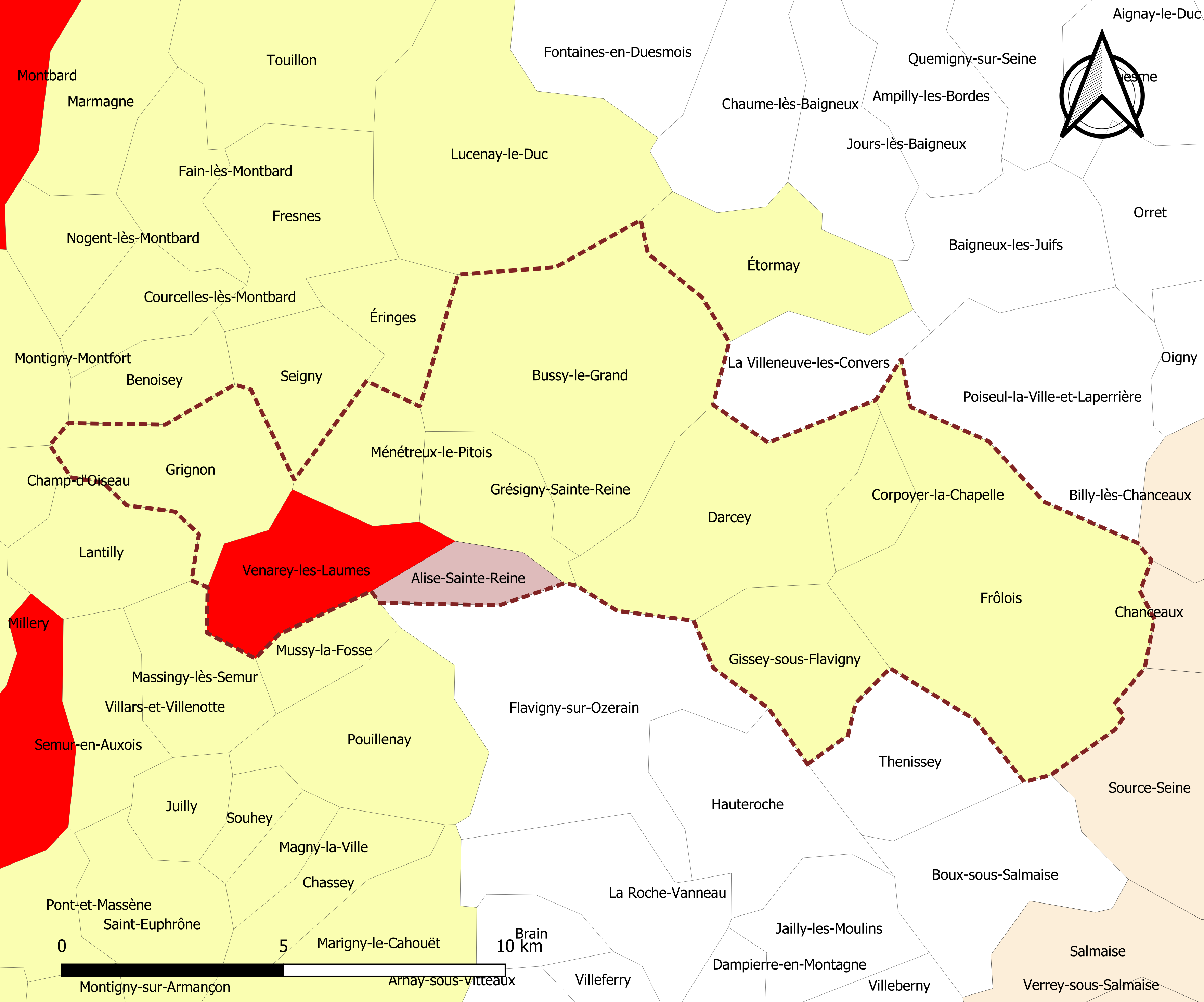
Carte de l'aire d'attraction de Venarey-les-Laumes.
Commune-centre
Commune du pôle principal
Commune de la couronne

## Définition
L'aire d'attraction d'une ville est composée d’un pôle, défini à partir de critères de population et d’emploi ainsi que d’une couronne constituée des communes dont au moins 15 % des actifs travaillent dans le pôle. Le pôle d’attraction constitue ainsi un point de convergence des déplacements domicile-travail,.

## Géographie
L’aire d'attraction de Venarey-les-Laumes est une aire intra-départementale qui comporte 10 communes dans la Côte-d'Or. 

### Composition communale
| Nom                                 | Code Insee | Département | Statut                    | Superficie (km2) | Population (dernière pop. légale) | Densité (hab./km2) | Modifier                                    |
| ----------------------------------- | ---------- | ----------- | ------------------------- | ---------------- | --------------------------------- | ------------------ | ------------------------------------------- |
| Venarey-les-Laumes (commune-centre) | 21663      | Côte-d'Or   | commune-centre            | 10,23            | 2 758 (2022)                      | 270                | modifier les données · modifier les données |
| Alise-Sainte-Reine                  | 21008      | Côte-d'Or   | commune du pôle principal | 3,83             | 568 (2022)                        | 148                | modifier les données · modifier les données |
| Bussy-le-Grand                      | 21122      | Côte-d'Or   | commune de la couronne    | 29,69            | 306 (2022)                        | 10                 | modifier les données · modifier les données |
| Corpoyer-la-Chapelle                | 21197      | Côte-d'Or   | commune de la couronne    | 4,16             | 37 (2022)                         | 8,9                | modifier les données · modifier les données |
| Darcey                              | 21226      | Côte-d'Or   | commune de la couronne    | 18,91            | 332 (2022)                        | 18                 | modifier les données · modifier les données |
| Frôlois                             | 21288      | Côte-d'Or   | commune de la couronne    | 34,77            | 164 (2022)                        | 4,7                | modifier les données · modifier les données |
| Gissey-sous-Flavigny                | 21299      | Côte-d'Or   | commune de la couronne    | 10,29            | 93 (2022)                         | 9,0                | modifier les données · modifier les données |
| Grésigny-Sainte-Reine               | 21307      | Côte-d'Or   | commune de la couronne    | 7,06             | 147 (2022)                        | 21                 | modifier les données · modifier les données |
| Grignon                             | 21308      | Côte-d'Or   | commune de la couronne    | 11,68            | 191 (2022)                        | 16                 | modifier les données · modifier les données |
| Ménétreux-le-Pitois                 | 21404      | Côte-d'Or   | commune de la couronne    | 6,62             | 393 (2022)                        | 59                 | modifier les données · modifier les données |

## Démographie
Cette aire est catégorisée dans les aires de moins de 50 000 habitants, une catégorie qui regroupe 12,2 % de la population au niveau national.